# Савчук Володимир Панасович
Володи́мир Пана́сович Савчу́к (15 січня 1913, село Негринці, тепер Новоселицького району Чернівецької області — 30 квітня 1974, село Негринці Новоселицького району Чернівецької області) — український радянський діяч, голова колгоспу імені Будьонного («Зоря комунізму») Новоселицького району Чернівецької області. Депутат Верховної Ради УРСР 4—5-го скликань. Герой Соціалістичної Праці (26.02.1958).

## Біографія
Народився в бідній селянській родині. З 1921 року навчався в місцевій школі, працював у сільському господарстві, наймитував. У 1935—1940 роках служив у румунській королівській армії.
З червня 1941 року — у лавах Червоної армії, учасник німецько-радянської війни. Брав участь у боях на Кавказі, біля Сталінграда, Яссько-Кишинівській операції. У листопаді 1945 року був демобілізований і повернувся до рідного села.
Закінчив Петричанську агрозооветеринарну однорічну сільськогосподарську школу Чернівецької області. Працював агротехніком у Стальновецькій машинно-тракторній станції Чернівецької області.
З серпня 1947 до 1950 року — голова правління колгоспу імені Котовського села Негринці Новоселицького району Чернівецької області.
Член ВКП(б) з 1950 року.
З 1950 по квітень 1974 рік — голова правління укрупненого колгоспу імені Будьонного (з 1956 року — «Зоря комунізму») села Негринці Новоселицького району Чернівецької області.

## Нагороди
- Герой Соціалістичної Праці (26.02.1958)
- орден Леніна (26.02.1958)
- орден Жовтневої Революції (8.04.1971)
- орден Трудового Червоного Прапора (23.06.1966)
- медаль «За оборону Кавказу»
- медаль «За оборону Сталінграда»
- медаль «За бойові заслуги» (5.05.1945)
- медалі
- Почесна грамота Президії Верховної Ради Української РСР (8.10.1966)